# Stanley Wayne Mathis
Stanley Wayne Mathis (Washington, 1º dicembre 1955) è un attore, cantante e ballerino statunitense, noto soprattutto come interprete di musical a Broadway.

## Biografia
Nato a Washington nel 1955, Stanley Wayne Mathis ha fatto il suo debutto a Broadway nel 1990 con il musical Oh, Kay!, a cui seguì Jelly's Last Jam nel 1992. Nel 1997 divenne il primo interprete della iena Benzai nella prima di The Lion King a Broadway, mentre nel 1999 fu Schroeder in You're a Good Man, Charlie Brown a Broadway con Kristin Chenoweth. Dal 1999 al 2001 fu Paul in un acclamato revival di Kiss Me, Kate a Broadway, mentre tra il 2003 e il 2005 recitò accanto a Donna Murphy e Brooke Shields in un revival del musical di Leonard Bernstein Wonderful Town.
Dopo una parentesi televisiva e nel circuito regionale teatrale, nel 2012 è tornato a recitare a Broadway con Nice Work If You Can Get It, mentre nel 2013 si unì al cast di Broadway di The Book of Mormon, in cui interpretava Mafala Hatimbi, un ruolo che tornò ad interpretare anche nella tournée statunitense dello show. Ha recitato anche in diverse opere di prosa, tra cui Fences a Bristol nel 2005 e Morte di un commesso viaggiatore a New Haven nel 2009 e Ruined a Sarasota nel 2010.

## Filmografia parziale

### Cinema
- Il ritorno di Superfly (The Return of Superfly), regia di Sig Shore (1990)
- Brother to Brother, regia di Rodney Evans (2004)
- Shame, regia di Steve McQueen (2011)

### Televisione
- Law & Order - I due volti della giustizia - serie TV, 1 episodio (2000)
- Law & Order: Criminal Intent - serie TV, 1 episodio (2004)
- NYC 22 - serie TV, 1 episodio (2012)
- Gossip Girl - serie TV, 1 episodio (2012)
- Rise - serie TV, 6 episodi (2018)